# Walter Noddack
Walter Noddak (Berlin, 7 août 1893 - Berlin, 7 décembre 1960) est un chimiste allemand.

## Biographie
Il découvre le rhénium en 1925 avec sa future épouse Ida Tacke, et Otto Berg.
La même année, ces savants avaient également annoncé la découverte de l'élément 43 (technétium) et avaient proposé de le nommer masurium. Leurs arguments n'ayant pas convaincu, à l'époque, la découverte ne leur a pas été attribuée, et il a fallu attendre 1935 pour que la découverte de cet élément ait été reconnue. Rétrospectivement, il n'est pas certain que la décision de leur refuser l'attribution de la découverte du technétium ait été justifiée.
En 1928 ces savants peuvent extraire 1 g de rhénium en traitant 660 kg de molybdénite.